# Tamanart
Tamanart ou Aguerd Tamanart (en tamazight : ⵜⴰⵎⴰⵏⴰⵕⵜ, en arabe : تمنأرت) est une commune rurale du Maroc qui fait partie de la province de Tata, en région Souss-Massa. Tamanart est située près de l'intersection entre la route 102 et la route 107, à 92 km au sud de Tafraout, 128 km à l'est de Guelmim, 137 km au sud-est de Tiznit et à 163 km de la capitale provinciale Tata. Le caïdat se compose de 16 villages : Agoujdal, Aguerd, Anameur, Aoukerda, Douar Iguiouaz, Ighir N'Belkasem, Ighir Ouilouln, Igmir, Imi Ouzlag, Irhir Irhnain, Kasbah Ait Herbil, Smouguen Timoula, Tagjgalt, Tamsoult, Tanrhrout et Tisselguit.
La commune est bordée par l'Oued Tamanart, affluant de l'Oued Drâa. Elle se situe dans le versant sud de l'Anti-Atlas, près du Jbel Bani.
Tamanart est connu par son moussem annuel, au mois de septembre. La commune est également connu pour ces nombreuses gravures rupestres, le long de la vallée de l'Herbil.

## Personnalités liées à Tamanart
- Abdellah ben Yassin, théologien Maléki, fondateur et premier souverain de la dynastie des Almoravides.
- Sidi Mohamed Ben Brahim Tamanarti, caïd de Tamanart et puissant seigneur de la région du Souss.